# Museo de las esculturas de madera
El museo de las esculturas de madera es un fenómeno artístico y cultural típico en la Federación Rusa. Singularmente característico por albergar decenas de esculturas talladas en madera de una sola pieza, suelen encontrarse en los bosques de la extensa taiga rusa. La temática común de estas piezas talladas y expuestas al aire libre suele ser de tipo popular o folclórico. Aunque es una práctica habitual en todo el territorio de la Federación Rusa, existen algunos museos más populares y visitados incluidos en las rutas turísticas etnográficas del país.

## Museo de escultura de madera de Yegor Utrobin en Parmailovo
Este museo fue creado por el residente local Yegor Fedorovich Utrobin, natural de Parmailovo situado en el Krai de Perm. Se trata de uno de los fenómenos artísticos más llamativos de la región, dado que el mismo Yegor edificó este recinto y realizó estas esculturas con materiales que encontraba en los bosques cercanos. Entre las figuras que más destacan son las que provienen de Bolshaya Kocha, Yogva, Kosa y Yukseevo, basadas en leyendas populares propias del folclore ruso y sus respectivos héroes o ídolos de la épica de Pérmico Komi, como Alyosha Popovich o Dobrynya Nikitich. Esta exposición cuenta con más de cincuenta figuras al aire libre, entre las que se encuentran representaciones de Koschéi El Inmortal o algunas figuras representativas de las tradiciones regionales como los Chud, considerados como los antepasados de los habitantes de la región de Kochevsky del Krai de Perm.

En 1993, las autoridades culturales de Parmailovo declararon este recinto-parcela como museo de etnografía y vida cotidiana creado por iniciativa comunitaria de Yegor Utrobin:
«Nos encontramos en la cima de Parma, el lugar más alto y el ideal para colocar a los héroes de Perm. En la escuela, en octavo grado, también esculpí en madera pero solo pequeñas esculturas como figuras de animales. Las hacía en casa, por las noches. También realizaba algunas máscaras.»
Cuando Yegor estaba construyendo su casa decidió tallar y colocar algunas esculturas para alejar al mal de los alrededores. De esta manera, surgió la idea del museo al aire libre, ya que la cantidad de figuras talladas y expuestas superaba la treintena.
«A los 35 años me sentí atraído por la creatividad de nuevo. Después del trabajo, por las tardes, me adentraba en el bosque y recogía árboles caídos. Antes de que oscureciera los cepillaba, aserraba y recogía. Yo mismo comprendí toda la ciencia y nadie me enseñó a elaborarlas.»

La naturaleza misma, las historias y las leyendas populares impulsaron sus historias para tallar las figuras que componen la exposición.
«Cuando camino por el bosque y veo los árboles retorcidos y curvos, solo veo héroes, diablos, vampiros…»
En 2011, el museo dio la alarma debido al paulatino deterioro de las figuras expuestas debido a las inclemencias del clima. Las esculturas de madera, desprotegidas de las precipitaciones y las condiciones meteorológicas, comenzaron a descomponerse. Sin embargo, una recolecta promovida por numerosos vecinos no sólo de la localidad sino del resto del país, consiguió los fondos para cubrir el gasto del barniz y pinturas protectoras. El escultor plantea, además, realizar algunas marquesinas acordes con la temática para proteger las figuras.

## Museo de esculturas de madera de Lukomorye
Este singular parque-museo está situado en la localidad de Savvateevka situada en la región rusa de Irkutsk, a 60 kilómetros de la capital que recibe el mismo nombre, perteneciente al área histórica de Siberia denominada Lucomoria. Este parque tiene su origen en la inauguración del Festival Internacional de esculturas de madera “Lukomorye”, cuya primera edición se celebró en 2011 entre los días 19 y 29 de mayo. Las metas y los objetivos de este festival anual es la habilitación de zonas de recreo y el impulso de la creatividad al aire libre a orillas del río Oda, ofreciendo la capacidad de intercambio de experiencias entre los maestros escultores de diferentes regiones de la Federación Rusa e impulsar la educación del gusto artístico de los niños.

La temática de las representaciones de estas esculturas suele ser de origen popular basadas en la épica, las leyendas y el folclore regional, así como representaciones literarias basadas en las novelas de Aleksandr S. Pushkin,en concreto, en el poema Ruslán y Liudmila publicado en el año 1820. Los materiales utilizados proceden del propio bosque –empleados en base a una conciencia ecológica– ofrecidos a los tallistas por los patrocinadores del evento y organizadores del festival.

El bosque ocupa 49 kilómetros cuadrados y existen varias rutas a pie que conducen al lago Baikal en las que, entre pinos y abedules, acampan unas 60 esculturas de madera, disponibles para visitar durante los meses cálidos del año. El parque-museo dispone de cafetería, amplios senderos con rutas a pie y zonas de recreo para ofrecer una cómoda visualización de la exposición anual.